# Alexandr Čechirkin
Alexandr Konstantinovič Čechirkin (* 13. března 1986 Rostov na Donu) je ruský zápasník – klasik.

## Sportovní kariéra
Zápasení se věnuje od 13 let v rodném Rostově na Donu pod vedením Sergeje Alubajeva. Specializuje se na řecko-římský (klasický) styl. V ruské mužské reprezentaci se pohybuje od roku 2010 ve váze do 74 (75, 77) kg v pozadí za ruskou jedničkou Romanem Vlasovem. V roce 2012 a 2016 neuspěl v ruské olympijské nominaci.
V roce 2017 měl po mistrovství světa v Paříži pozitivní dopingový nález na látku glucocorticoid, kterou užil v rámci léčebného zákroku. Za neopatrnost obdržel čtyřměsíční zákaz startu.

## Výsledky
| Olympijské hry     |    |   | — |   |   |   | — |   |    |   | — |    |    |  |  |  |  |  |  |  |  |
| Mistrovství světa  | —  | — |   | — | — | — |   | — | —  | — |   | 2. | 1. |  |  |  |  |  |  |  |  |
| Evropské hry       |    |   |   |   |   |   |   |   |    | — |   |    |    |  |  |  |  |  |  |  |  |
| Mistrovství Evropy | —  | — | — | — | — | — | — | — | 1. | — | — | —  | —  |  |  |  |  |  |  |  |  |
| ME juniorů         | 2. |   |   |   |   |   |   |   |    |   |   |    |    |  |  |  |  |  |  |  |  |